# Masau
Masau (Masaur, Massau, Massaur) ist ein Ortsteil der osttimoresischen Landeshauptstadt Dili im Verwaltungsamt Cristo Rei. Er befindet sich in der 
Aldeia Sagrada Familia (Suco Bidau Santana), am Nordufer des Benamauc, eines Quellflusses des Mota Claran. Die Ortsteile Masau de Baixo (Masau Bawah) und Masau Leten (Masau Atas) befinden sich am Südufer im Suco Becora.
In Masau befindet sich die Escola Primaria No. 2 Bidau Masau und die Gruta de Bidau Masau.